# Thavonhof
Der Thavonhof ist ein Gutshof nordöstlich der Stadt Groß-Enzersdorf in Niederösterreich.
Er befindet sich zwischen Pysdorf und Rutzendorf und war im 19. Jahrhundert das Dominikalgut von Balthasar Ritter Thavonat zu Thavon. Um 1880 legte Freiherr von Pirquet Versuchsfelder mit einer Bewässerungsanlage an. 1938 war hier die Ackerbaugesellschaft Probstdorf tätig. Im Zweiten Weltkrieg war der Hof im Eigentum der Stadt Wien, die hier vermutlich ungarische Zwangsarbeiter beschäftigte. Der Hof wird heute als Reitsportzentrum genutzt.